# Russkij bunt
Russkij bunt (russisk: Русский бунт) er en russisk spillefilm fra 2000 af Aleksandr Prosjkin.

## Medvirkende
- Mateusz Damiecki som Pjotr Grinjov
- Karolina Gruszka som Masja Mironova
- Vladimir Masjkov som Jemeljan Pugatjev
- Sergej Makovetskij som Aleksej Sjvabrin
- Vladimir Ilin som Savelitj